# Mysteriet Agatha
Mysteriet Agatha (engelska: Agatha) är en brittisk dramafilm från 1979 i regi av Michael Apted. Filmen handlar om händelserna kring författaren Agatha Christies försvinnande 1926. I huvudrollerna ses Vanessa Redgrave, Dustin Hoffman och Timothy Dalton. Filmen hade premiär den 9 februari 1979 och fick överlag positiva recensioner från kritiker, som berömde produktionens värden och prestationer.
Även om de inledande förtexterna tydligt säger att filmens föreslagna lösning på Christies mystiska försvinnande är ett fiktivt verk, är de flesta detaljerna i filmen korrekta. Hennes bil hittades med lamporna tända och hennes jacka och utgångna körkort inuti. En massiv mark- och luftsökning genomfördes, inklusive den närliggande dammen. Hon checkade in på spahotellet i Harrogate och påstod att hon hade en adress i Sydafrika och använde namnet Neele, samma som sin mans älskarinna. Till slut ledde försvinnandet till ett intensivt intresse över hela världen. Filmen nämner inte att Christies mor, som hon stod mycket nära, nyligen hade dött som en möjlig bidragande faktor till hennes försvinnande.

## Handling
Filmen börjar med att Agatha Christie ger en graverad silverbägare till sin make Archie, som tar emot gåvan med fullständigt förakt. Paret går till ett PR-evenemang för Agathas nya roman Dolken från Tunis. De följs in i lokalen av den amerikanske reportern Wally Stanton. Nästa morgon kräver Archie skilsmässa och säger att han älskar sin sekreterare Nancy Neele. Samma natt kör Agatha från huset och råkar ut för en olycka. Nästa morgon hittar polisen hennes kvaddade bil. Pressen strömmar till olycksplatsen och får veta att Christie lämnat ett brev till sin sekreterare, vilket leder till spekulationer om självmord. Agatha anländer med tåg till Harrogate och tar en taxi till Harrogate Hydropathic Hotel (nu omdöpt till Old Swan Hotel), där hon bokar ett rum i två veckor. Hon registrerar sig som Theresa Neele från Kapstaden. I salongen lägger en annan gäst, Evelyn Crawley, märke till Agathas trasiga strumpor och leriga skor. Agatha gör en anteckning senare om att "använda" Crawley.
Nästa dag börjar Agatha få behandlingar på de kungliga baden. Samtidigt publicerar tidningarna förstasidesartiklar om Agathas försvinnande. Polisen undrar varför Archie inte hjälper till med sökandet efter sin fru, men han har åkt till Harrogate med Nancy för hennes bantningsbehandlingar. Under tiden intervjuar Stanton Agathas sekreterare. Hon avslöjar att Agatha lämnade ett kodat meddelande till henne i tidningsannonser. Annonsen leder Stanton till hotellet i Harrogate. Han gör en stor sak av att checka in medan Agatha pratar i telefon i receptionen. I biljardrummet hjälper Stanton Agatha att slå ett vinnande trippelslag. Han presenterar sig som Curtis Shacks Jr., en amerikan som söker behandling för förstoppning. De tillbringar kvällen tillsammans, och han gör ett utfall mot henne, vilket hon avböjer. I sitt rum skriver han anteckningar om hennes beteende.
Agatha utforskar de olika spabehandlingarna, som galvaniska bad och den bergoniska stolen. Hon ber skötarna att förklara hur de undviker att göra ett ödesdigert misstag med utrustningen. Stanton följer efter Agatha till en lokal elektronikaffär och börjar ta reda på vad hon håller på med. Agatha läser igenom en manual för Bergonic-stolen och börjar experimentera med reostaten. Hon utger sig också för att vara en anställd i telefon och bokar om Nancys möte till en tidigare tidpunkt. Agatha riggar kontrollerna för Bergonic-stolen när Nancy klär av sig för sitt möte. När Nancy kommer in i behandlingsrummet ropar Agatha från sitt gömställe att sköterskan inte är där. Hon ber Nancy att slå på elen. Efter att ha kommit fram till Agathas plan letar Stanton snabbt efter rummet där Nancys möte finns. Nancy slår på strömbrytaren, vilket orsakar en massiv gnista. Stanton följer ljudet av Nancys skrik för att hitta henne okej, men bakom ett draperi sitter Agatha i Bergonic-stolen. Hennes självmordsförsök lyckas nästan, men Stanton räddar henne med hjärt- och lungräddning. Christies hävdar att Agatha led av minnesförlust från olyckan och minns ingenting. Agatha besöker Stanton när han packar ihop sitt hotellrum. Han ger henne en kopia av berättelsen han skrivit och erkänner att han inte kan arkivera den. Agatha böjer sig ner för att hjälpa honom att packa, och Stanton bekänner sin kärlek till henne. Hon förklarar att hon kommer att skilja sig från Archie, vilket antyder en möjlig framtid med Stanton. Han ser Christies avgå vid järnvägsstationen. I eftertexterna avslöjas att paret skilde sig två år senare och att Archie gifte sig med Nancy.

## Rollista i urval
| Dustin Hoffman   | – Wally Stanton           |
| Vanessa Redgrave | – Agatha Christie         |
| Timothy Dalton   | – Col. Archibald Christie |
| Helen Morse      | – Evelyn Crawley          |
| Celia Gregory    | – Nancy Neele             |
| Paul Brooke      | – John Foster             |
| Carolyn Pickles  | – Charlotte Fisher        |
| Timothy West     | – Kenward                 |
| Tony Britton     | – William Collins         |
| Alan Badel       | – Lord Brackenbury        |
| Robert Longden   | – Pettelson               |
| Donald Nithsdale | – Uncle Jones             |

## Produktion
Kathleen Tynan började göra research för projektet som en BBC-dokumentär men under arbetets gång drog kostnaderna iväg och Tynan gjorde om arbetet till ett filmmanus. Under sin research berättade hon för producenten David Puttnam om den, och han föreslog att den skulle göras till en långfilm. Puttnam  var involverad i produktionen, men lämnade projektet när mycket av manuset skrevs om för att ge plats åt Dustin Hoffman. David Puttnam svor att aldrig arbeta med Hoffman igen och begärde att hans namn skulle tas bort från filmens eftertexter. Deras vägar skulle senare korsas (om än oavsiktligt) sex år efter denna film när Puttnam var verkställande chef för Columbia Pictures och var tvungen att marknadsföra Hoffmans katastrofala Ishtar för biopremiär. Michael Apted gick med på att regissera filmen, och Apted tog med sig manuset till en av de största stjärnorna i slutet av sjuttiotalet, Dustin Hoffman, som gick med på att spela huvudrollen i filmen och producera den. Julie Christie fick ursprungligen rollen som Evelyn Crawley, men på grund av en rullskridskoskada där hon bröt handleden tvingades hon hoppa av.
Agatha Christies dödsbo motsatte sig filmen och försökte få den stoppad, men stämningen avslogs eftersom filmen ansågs vara ett fiktivt verk, skyddat av det första tillägget till den amerikanska konstitutionen. Inspelningen påbörjades den 7 november 1977 i Harrogate, North Yorkshire, England. Flera av skådespelarna var upprörda över de manusändringar som gjordes när produktionen hade börjat, och Hoffman stämde till och med studion på 66 miljoner dollar och hävdade kontraktsbrott. Filmen gick över budget och tidsplan, och till slut togs projektet ur Hoffmans kontroll. Det förekom stämningar och förseningar i efterproduktionen. Till slut lyckades regissören Apted lugna stämningarna tillräckligt för att övertyga Hoffman att slutföra filmen. Inspelningen ägde också rum i Bray Studios i Berkshire.
Loket som drar tåget är LNER A3 Class 4-6-2 No. 4472 Flying Scotsman, förklätt till systerlok nr 4474 Victor Wild på ena sidan och 4480 Enterprise på andra sidan. Flying Scotsman finns nu bevarad på National Railway Museum i York och kör turist- och utflyktståg på huvudlinjen.

## Mottagande
På Rotten Tomatoes har filmen ett godkännandebetyg på 71 % baserat på 14 recensioner, med ett genomsnittligt betyg på 6,5/10.
Roger Ebert från Chicago Sun-Times gav filmen två och en halv stjärnor av fyra möjliga och berättade för läsarna att förhållandet mellan Christie och den amerikanske journalisten "inte är verkligt. Det känns aldrig för ett ögonblick djupt – det är bara djupt agerat."
Vincent Canby från The New York Times kallade filmen "en stilig, roderlös typ av film som inte riktigt är en mysteriehistoria, inte riktigt en kärlekshistoria och definitivt inte en biografi. ' Agatha', liksom de flesta spekulationer om småsaker, skulle omedelbart glömmas bort om det inte vore för de två stjärnornas uppfinningsrikedom."
Variety kallade filmen "ett engagerande och snyggt filmmysterium. Filmen lever upp till arvet från sitt ämne, författaren Agatha Christie, i alla avseenden."
Gene Siskel från Chicago Tribune gav tre och en halv stjärna av fyra och skrev att "filmens främsta nöje är att se två av våra bästa skådespelare försvinna in i sina karaktärer. Redgrave är felfri. Hennes Christie är en högspänd, ljus, gammaldags, vacker, ömtålig nationalskatt ... Hoffman, en skådespelande kameleont som konkurrerar med Laurence Olivier, är perfekt som en amerikansk dandy."
Kevin Thomas från Los Angeles Times kallade filmen "en oklanderlig tidstypisk pjäs" och "en fröjd rakt igenom", som bara stördes av en sång under eftertexterna "av dunkande olämplighet".
Pauline Kael från The New Yorker skrev att "Vanessa Redgrave ger Agatha Christie genialitet", men filmskaparna "har inte kommit på tillräckligt för sin sorgsna, svanlika dam att göra".
Gary Arnold från The Washington Post konstaterade: "En vacker produktion och flera skickliga skådespelare, särskilt Dustin Hoffman i en av de mest vinnande porträtten i hans karriär, gör 'Agatha' till en förvånansvärt glamorös, berusande underhållning."
Geoff Brown från The Monthly Film Bulletin skrev: "Manuset gör det klart att vår hjältinna var mycket olycklig och förträngd när hon försvann i elva dagar 1926; Vanessa Redgrave gör det också tydligt, med ett överflöd av pärliga, plågade blickar. Men det finns fortfarande inte tillräckligt med tyngd i karaktären, och Dustin Hoffmans reporter, som blir förälskad i jobbet i den gamla Hollywood-traditionen, visar sig vara ännu klokare."